# Brekovice
Brekovice este o localitate din comuna Žiri, Slovenia, cu o populație de 61 de locuitori.